# Міжгірна западина
Міжгі́рна запа́дина (рос. межгорная впадина, англ. intermontane depression, нім. Innensenke f, intermontanes Becken n, Zwischengebirgssenke f) — тектонічна депресія, яка виникла при інтенсивних горотвірних рухах на консолідованій складчастій основі геосинклінальних систем і серединних масивів. Дислокації пов'язані з розколами у фундаменті. Приклад — Паннонська западина в Угорщині.
Міжгірні западини можуть досягати сотень кілометрів в довжину і десятків кілометрів завширшки. Річкові потоки і дрібноуламковий матеріал гір, що руйнуються  формують родючий ґрунт на днищі западини, що здавна сприяло густому заселенню і розвитку землеробства на цих територіях.

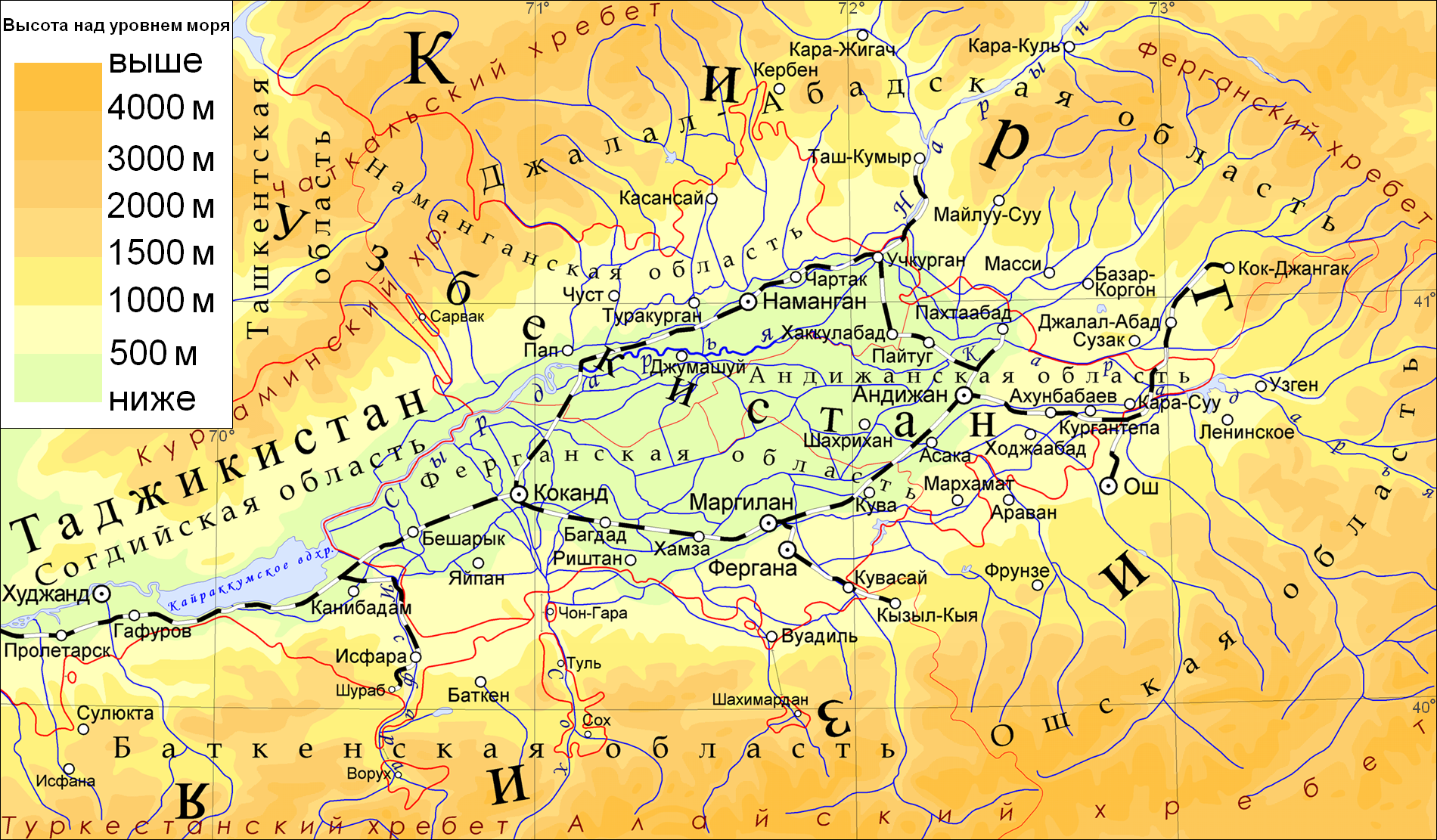
Ферганська долина

Міжгірні западини:
- Алазанська долина
- Гісарська долина
- Ферганська долина
- Іссик-Куль
- Маракайбо